# Strong Heart
Strong Heart – pierwszy singel DVD japońskiej piosenkarki Mai Kuraki, wydany 23 października 2011 roku. Utwór tytułowy został wykorzystany jako piosenka przewodnia TV dramy HUNTER ~Sono on'na-tachi, shōkin kasegi~ (jap. HUNTER ～その女たち、賞金稼ぎ～). Singel sprzedał się w liczbie 18 572 egzemplarzy.

## Lista utworów
| DVD          | |                        |                 |                 |      |
| Nr           | Tytuł                                                                                               | Słowa                  | Kompozycja      | Aranżacja       | Czas |
| 1.           | "Strong Heart"                                                                                      | Mai Kuraki, GIORGIO 13 | GIORGIO CANCEMI | GIORGIO CANCEMI |      |
| 2.           | "always"                                                                                            |                        |                 |                 |      |
| Bonus Disc 1 | |                        |                 |                 |      |
| Nr           | Tytuł                                                                                               | Słowa                  | Kompozycja      | Aranżacja       | Czas |
| 1.           | "Strong Heart"                                                                                      | Mai Kuraki, GIORGIO 13 | GIORGIO CANCEMI | GIORGIO CANCEMI | 4:18 |
| 2.           | "Kimi no koe" (jap. キミノコエ)                                                                     | Mai Kuraki, GIORGIO 13 | GIORGIO CANCEMI | GIORGIO CANCEMI | 5:16 |
| 3.           | "Strong Heart -Instrumental-"                                                                       |                        | GIORGIO CANCEMI | GIORGIO CANCEMI | 4:18 |
| Bonus Disc 2 | |                        |                 |                 |      |
| Nr           | Tytuł                                                                                               | Słowa                  | Kompozycja      | Aranżacja       | Czas |
| 1.           | "Dōshite suki nandarō ~winter ver.~" (jap. どうして好きなんだろう ～winter ver.～) (feat. NERDHEAD) | GIORGIO 13             | GIORGIO CANCEMI | GIORGIO CANCEMI | 5:58 |

## Notowania
| Lista                | Pozycja |
| -------------------- | ------- |
| General Oricon Daily | 3       |
| General Oricon Daily | 7       |
| Oricon Music Daily   | 2       |
| Oricon Music Weekly  | 4       |